# Bartholomaea mollis
Bartholomaea mollis är en videväxtart som beskrevs av Paul Carpenter Standley och Steyerm.. Bartholomaea mollis ingår i släktet Bartholomaea och familjen videväxter. Inga underarter finns listade i Catalogue of Life.